# Atlantis (musikalbum)
Atlantis är ett musikalbum av rockgruppen Eldkvarn, utgivet 2005. 
Albumet är producerat av Jari Haapalainen, som därmed producerade sin första skiva med gruppen. Soundet är medvetet "ruffigt". Sångarna Håkan Hellström och Christer Sjögren medverkar som duettpartners till Plura Jonsson på var sin låt. För ovanlighets skull var första singeln inte en av Pluras låtar utan Carla Jonssons "Konfettiregn", som dock sjungs av Plura tillsammans med Håkan Hellström.

## Låtar på albumet
Musik och text av Plura Jonsson om inget annat anges.
| Nr  | Titel                        | Längd | Notering                                                                |
| --- | ---------------------------- | ----- | ----------------------------------------------------------------------- |
| 1.  | M/S Alkohol                  | 7.39  |                                                                         |
| 2.  | Äntligen min                 | 4.22  |                                                                         |
| 3.  | Man över bord                | 6.37  | Finns även live på Svart gig.                                           |
| 4.  | Konfettiregn                 | 4.22  | Musik och text: Carla Jonsson. Sång: Plura Jonsson och Håkan Hellström. |
| 5.  | Jag är det hjärta            | 3.02  | Finns även live på Svart gig.                                           |
| 6.  | Hjärtat av landet            | 3.44  |                                                                         |
| 7.  | Minnenas motell              | 7.09  |                                                                         |
| 8.  | Miljoner mil bort            | 4.23  |                                                                         |
| 9.  | Skuggan av en man som svek   | 4.18  | Sång: Plura Jonsson och Christer Sjögren.                               |
| 10. | Stockholm noll fem noll noll | 4.35  |                                                                         |
| 11. | Stjärnan på min himmel       | 5.52  |                                                                         |

## Medverkande
- Plura Jonsson - sång, gitarr, piano på "Miljoner mil bort"
- Carla Jonsson - gitarrer, kör
- Tony Thorén - bas, kör
- Claes von Heijne - piano, hammondorgel, Philips-orgel och Wurlitzer-piano
- Werner Modiggård - trummor, slagverk och kör
- Tomas Hallonsten - hammondorgel, piano, dragspel, trumpet och klockspel
- Håkan Hellström - sång
- Christer Sjögren - sång
- Jari Haapalainen - slagverk

## Listplaceringar
| Lista (2005) | Topplacering |
| ------------ | ------------ |
| Sverige      | 2            |

### Fotnoter
1. ↑  Placeringar på den svenska albumlistan